# رقاص کوچک
«رقاص کوچک» تک‌آهنگی است که توسط التون جان، نوازنده انگلیسی، با نویسندگی برنی تاپین ساخته و اجرا شده‌است. این تک‌آهنگ در سال ۲۰۱۰ در فهرست ۵۰۰ ترانه برتر تمام اعصار رولینگ استون در رتبه ۲۹۷ قرار گرفت.